# Ostdeutscher Cup 2005
La Ostdeutscher Cup 2005, nota come Ostdeutscher Sparkassen Cup 2005 per motivi di sponsorizzazione, è stata un torneo di tennis facente parte della categoria ATP Challenger Series nell'ambito delle ATP Challenger Series 2005. Il torneo si è giocato a Dresda in Germania dal 16 al 22 maggio 2005 su campi in terra rossa.

## Vincitori

### Singolare
Vasilīs Mazarakīs ha battuto in finale  Boris Pašanski con il punteggio di 6–3, 6–2

### Doppio
Christopher Kas /  Philipp Petzschner hanno battuto in finale  Bart Beks /  Martijn van Haasteren con il punteggio di 6(2)–7, 6–2, 6–4